# Exploitation aurifère en Tanzanie

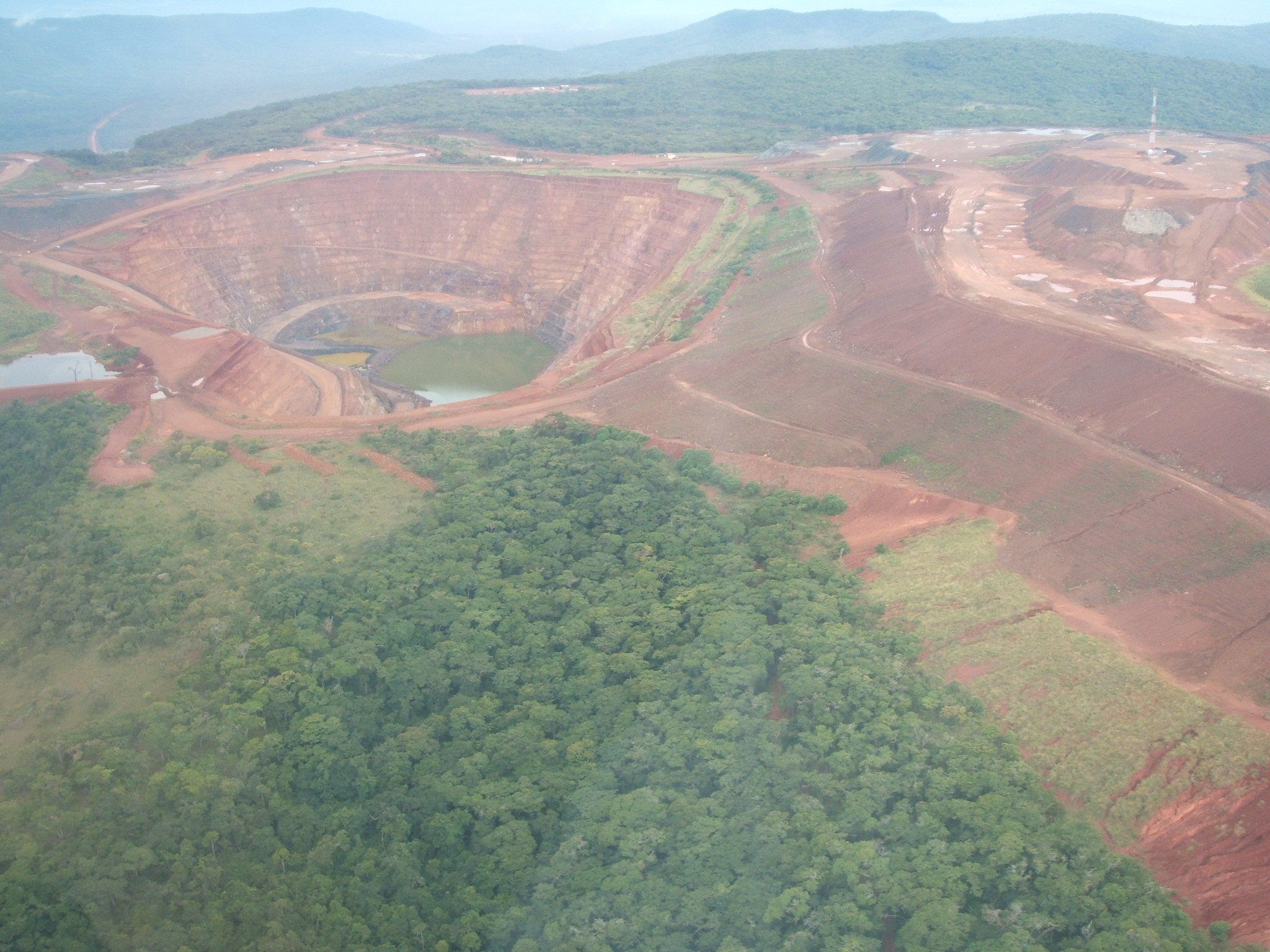
Vue de la mine de Geita en 2005.

L'exploitation aurifère est récente en Tanzanie et se partage entre deux modes très différents d'exploitation. D'une part ont été creusées plusieurs grandes mines, celles de North Mara (en), Bulyanhulu, Buzwagi et Geita, toutes exploitées par Acacia Mining (en), soit à ciel ouvert soit par un réseau de galeries souterraines. D'autre part ont été creusés de nombreux puits artisanaux dont la production est très faible et les risques très importants.
Dans un cas comme dans l'autre l'extraction pose de gros problèmes environnementaux.

## Implantation géographique
Les mines d'or sont concentrées dans l'ouest du pays, depuis la frontière avec le Kenya et le pourtour du lac Victoria, jusqu'à la frontière zambienne.

## Historique
En 1998, l'entreprise australienne Resolute Mining commence l'exploitation de la mine de Golden Pride (en), d'où elle tire environ 2,2 millions d'onces d'or, ou un peu plus de soixante tonnes. Cette production nécessite l'extraction d'un volume d'environ 78 millions de mètres cubes, dont 66 millions de terres stériles et douze millions de tonnes de résidus pollués. La fosse correspondante mesure 2 850 mètres de longueur, 720 mètres de largeur maximale et 252 mètres de profondeur maximale.
En 2002, Acacia Mining (en) commence à exploiter la mine d'or de North Mara (en). Entre 2002 et 2018 sont extraites plus de deux millions d'onces d'or, soit plus de 57 tonnes ; à cette dernière date, les réserves exploitables — prouvées et probables — de la mine sont estimées à neuf années de production.

## Rôle économique
La Tanzanie export à la fin des années 2010 environ 33 tonnes annuelles d'or, ce qui représente 1,5 milliard de dollars, dont vingt tonnes produites par le secteur artisanal. Cela fait de la Tanzanie le quatrième producteur d'or africain en 2018,. Acacia Mining estime avoir injecté en quinze ans deux milliards et demi de dollars dans l'économie tanzanienne, soit deux pour cent du produit intérieur brut, principalement en « projets d'infrastructure […] pour améliorer les réseaux routiers, l'accès à l'électricité et l'accès à l'eau potable ». Les ouvriers des mines gagnent en moyenne dix fois le salaire moyen tanzanien, toujours selon l'entreprise, qui affirme que chaque emploi minier crée onze emplois indirects.
La licence d'exploitation d'un site minier est fixée autour de 44 dollars environ ; ce montant relativement bas, conçu pour lutter contre l'exploitation illégale et le marché noir, est cependant trop élevé pour de nombreux petits exploitants. En revanche, il a permis à l'État tanzanien de récolter des subsides conséquents. En vingt ans, de 2000 à 2019, 29 000 licences minières sont vendues, dont trois mille rien qu'entre le 1er juillet 2018 et le 30 juin 2019.
Les mineurs artisanaux, illégaux ou déclarés, sont généralement dans la misère. La classe sociale qui s'est en revanche développée est celle des courtiers et négociants, au nombre d'environ cinquante mille, qui sont à la fois propriétaires des installations de traitement, mais aussi créanciers des mineurs et même fournisseurs de nourriture.

## Impact environnemental et social

### Impact financier
Le Tribunal tanzanien d'appel des recettes fiscales estime qu'Acacia Mining a mis en place un « plan sophistiqué d'évasion fiscale » depuis 2010, notamment en falsifiant des chiffres de production et de profit. Que ce soit par ce système ou par des moyens artisanaux, le montant passé par le marché des bourses de l'or n'est que de 202 millions de dollars, et ne rapporte donc à l'état que 35,4 milliards de shillings ou 15,4 millions de dollars par an.

### Impact écologique
La mine Golden Pride est la première mine moderne fermée en Tanzanie, en 2011. Resolute Mining, face à l'absence de règlementation tanzanienne en la matière, décide d'appliquer le droit australien. Cela l'oblige à porter une attention particulière aux approches communautaires, un accompagnement des ouvriers dans leur transition professionnelle, une stricte séparation des terres suivant leur nature en vue de leur utilisation future, ainsi que le déploiement de techniques de recouvrement des haldes de terres stériles, en vue d'assurer la stabilité future physique et chimique des déblais ainsi que l'utilisation productive des terres en vue d'une plus grande résilience locale.
À l'inverse, en mai 2019, l'État tanzanien inflige une amende de 5,6 milliards de shillings tanzaniens à Acacia Mining ; cette amende punit une pollution présumée provenir de bassins de stockage des résidus minier de Mara-Nord, dont le barrage comporte des fuites. Initialement très confiant dans les déclarations rassurantes de l'entreprise minière, le gouvernement a révisé son jugement en constatant les niveaux de pollution des nappes phréatiques et des cours d'eau environnants, provoquant notamment des problèmes sanitaires chez les populations et dans le bétail environnant la mine. Ces pollutions sont dues notamment à des fortes concentrations en arsenic, mais aussi en nitrates et nitrites.

### Impact social et travail des enfants
Le nombre de mineurs du secteur informel est estimé à six millions. Que l'exploitation artisanale soit légale ou non-déclarée, elle est dans tous les cas extrêmement dangereuse. Les accidents sont fréquents et l'intoxication au mercure est généralisée. Malgré la législation interdisant les travaux dangereux avant 18 ans, le travail de séparation avec le mercure, le transport du minerai, voire le creusement, sont souvent effectués par des enfants, dont les plus jeunes n'ont que huit ans, qui sont ainsi partiellement ou totalement déscolarisés. Les risques inhérents à ces activités ne leur sont pas présentés, et ils ne sont pas équipés pour y faire face.
En outre, les jeunes filles travaillant dans les sites miniers ou à proximité sont victimes d'agression sexuelles et font souvent l'objet de pressions afin de se prostituer.
Resolute Mining, tout le temps de l'exploitation de Golden Pride, investit environ trois cent mille dollars annuels en subventions aux initiatives locales. Quatre années avant la fermeture, des structures de transition préparant la région et la population à l'économie post-minière sont mises en place.

### Violences
L'emploi excessif de la violence envers les populations civiles est attesté à partir de 2005 à Mara-Nord. Les organisations non-gouvernementales recensent, rien qu'entre 2014 et 2019, au moins vingt-deux meurtres d'« intrus » par la police ou les services de sécurité de la mine de Mara-Nord. Ces intrus sont des jeunes sans emploi, exploitants miniers artisanaux. Nombre d'entre eux possédaient la terre avant que le consortium minier ne les en exproprie, avec un dédommagement faible ; ils tentent leur chance pour ramasser eu peu de minerai la nuit. À partir de 2016, les fusillades se réduisent, mais les passages à tabac se poursuivent, jusqu'à provoquer des infirmités permanentes. Plusieurs dizaines de cas de viols de femmes sont également rapportés ; des tractations ont ensuite été menées par Acacia Mining pour que, contre indemnisation, ces femmes renoncent à porter plainte.

### Censure
La mine d'or de Mara-Nord est entourée d'une muraille de deux mètres de hauteur et gardée en permanence. Plus d'une dizaine de journalistes ayant enquêté sur l'établissement, locaux comme étrangers, ont été censurés voire menacés, l'un d'entre eux ayant même dû s'exiler. Ces menaces ne sont pas le fait de l'entreprise elle-même, mais des autorités tanzaniennes, spécialement à partir de l'élection de John Magufuli en 2015. En effet, ce dernier fait voter une loi punissant jusqu'à trois années d'emprisonnement et cinq millions de shillings la diffusion d'informations « fausses, mensongères, trompeuses ou inexactes ».